# XigmaNAS
XigmaNAS（シグマナス）は、FreeNAS 0.7系から派生したオープンソースの ネットワークアタッチトストレージ（NAS）OSである。BSDライセンス下で配布されていた。
現在は、x64アーキテクチャのCPUでFreeBSDをベースにしてとして開発が進められている。かつてはNAS4Freeという名称で、i386アーキテクチャやARMアーキテクチャでも動作可能であったが、対応は打ち切られている。

## 特徴
- ファイル共有（Windows、Apple、Unix系）
- OpenZFS
- ソフトウェアRAID(0/1/5)対応
- iSCSIイニシエータ・ターゲット
- S.M.A.R.T.対応
- 電子メールログと通知レポート機能
- iTunesサーバ機能
- DAAPサーバ機能
- Lighttpd (Webサーバ)
- UPnP 対応
- BitTorrent 対応
- アクティブディレクトリ (samba AD)
- DLNA/UPnP-AV クライアント機能 (Fuppes / MiniDLNA)
- rsyncクライアント・サーバ機能
- Unisonクライアント・サーバ機能
- 仮想化機能 (Virtual Box)
- Raspberry Pi,Odroid-C1といったARMアーキテクチャにも対応していた。(Version 10.3.0.3.4529)